# Yao (imperatore)
Yao (2324 a.C. – 2206 a.C.) è stato un imperatore cinese, uno dei leggendari tre augusti e cinque imperatori.
Tang Yao o Yaotang-shi (堯T, 尧S) sarebbe nato, o a Gaoyou nello Jiangsu oppure a Tianchang nello Anhui.
Secondo la leggenda Yao diventò imperatore a 20 anni e morì a 119, lasciando il trono, dopo 73 anni di regno, all'imperatore Shun al quale diede le sue due figlie in sposa. Dall'abdicazione visse ancora 28 anni, sempre secondo la leggenda riportata sugli Annali di bambù.
Tra i suoi vari contributi, Yao è considerato l'inventore del gioco Weiqi, più conosciuto come Go.

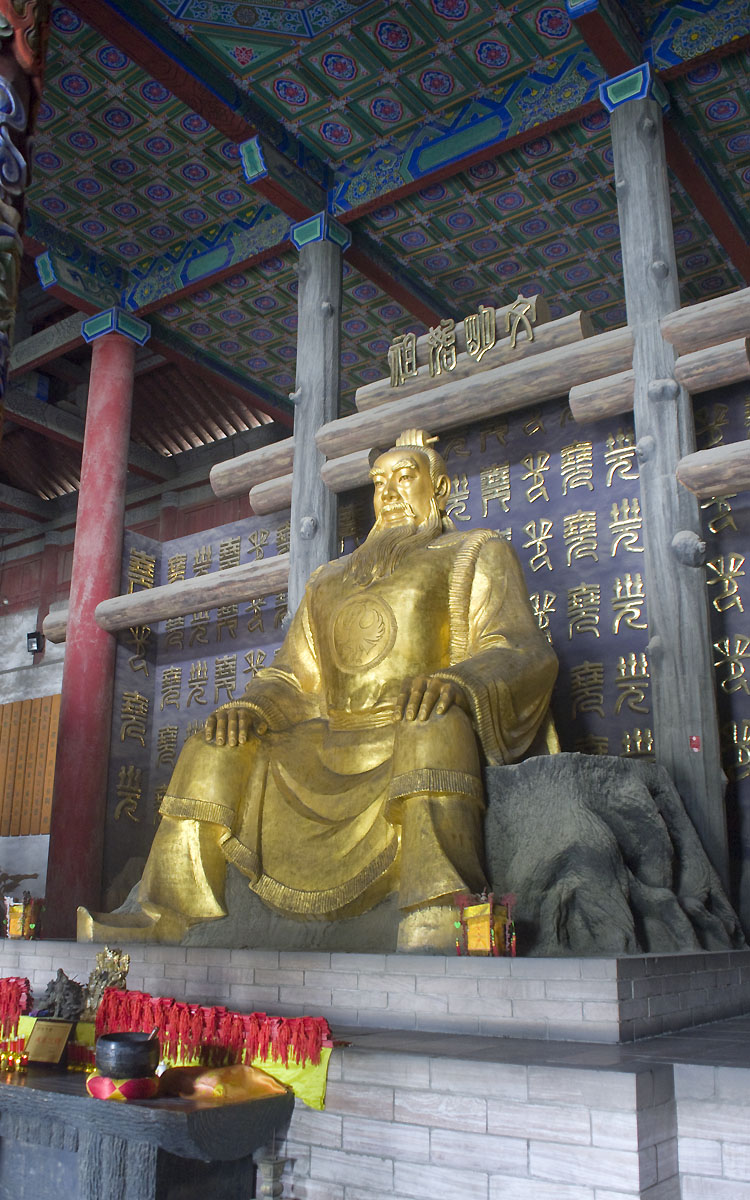
La statua dell'imperatore Yao nella Guanyun hall del tempio Yao di Linfen (Shanxi).